# La Sorcière (Dürer)
Pour les articles homonymes, voir Sorcière (homonymie).
La Sorcière est une gravure sur cuivre au burin datée vers 1500, de l'artiste de la Renaissance allemande Albrecht Dürer (1471-1528).

## Description
La Sorcière offre la représentation d'un désordre diabolique au cours duquel les lois qui régissent l'univers se trouvent bouleversées. Une sorcière, sous les traits d'une vieille femme nue décharnée, chevauche un capricorne, créature mi-bouc mi-poisson , qui déclenche sur son passage un orage de pierres. Ses cheveux volent dans le sens contraire au mouvement naturel attendu. À ses pieds, quatre putti, incapables de d'envoler, semblent sous l'emprise d'une malédiction. Cette inversion du monde, œuvre du diable, touche jusqu'au monogramme de l'artiste, le D apparaissant à l'envers.

## Analyse
La gravure de Dürer s'inscrit pleinement dans la culture germanique de son temps, fascinée par la démonologie. Dürer s'inspire pour les traits de sa sorcière de l'art d'Andrea Mantegna, qui avait lui aussi représenté une vieille femme nue amaigrie dans la partie gauche de son Combat de dieux marins.

## Diffusion
Cette gravure fut rapidement copiée. Elle a été notamment une source d'inspiration pour La Carcasse ( vers 1520-1530) de Marcantonio Raimondi ou d'Agostino di Musi, dit Agostino Veneziano.